# Ylva Lund Bergner
Ylva Lund Bergner (født 1981 i Lund) er en svensk komponist. Hun studerede komposition på Kungl. Musikhögskolan i Stockholm under Pär Lindgren, William Brunson, Jesper Nordin, Fredrik Hedelin, Orjan Sandred, Lars-Erik Rosell og Lars Ekström samt på det Kgl. Musikkonservatorium (DKDM) i København.
Ylva Lund Bergner har samarbejdet med ensembler som DR Radiokoret, Aalborg Symfoniorkester, Sinfonietta SAMI og Pärlor för svin.
Hun skaber også med improviseret elektronisk musik.
Ylva Lund Bergner er bosiddende i København og fik i april 2014 det tre-årige arbejdsstipendium fra Statens Kunstfonds Tonekunstudvalg.